# Moto Gori
Moto Gori (auch nur Gori) war ein italienischer Hersteller von Offroad‑ und Sportmotorrädern mit Sitz in Florenz. Das Unternehmen wurde 1968 von Giancarlo Gori gegründet und stellte bis 1983 Motorräder für Enduro-, Trial- und Rennsport sowie Kinderfahrzeuge her.

## Geschichte
Giancarlo Gori begann Ende der 1950er-Jahre als Tuning-Spezialist für Lambretta- und Vespa-Roller und gründete 1968 seine eigene Montagewerkstatt auf der Lungarno Cellini in Florenz. Die ersten Cross-Motorräder mit 50-cm³-Minarelli-Motor präsentierte er auf dem Mailänder Salon 1968 unter der Marke „Gori-Bimm“, in Kooperation mit Moto Bimm aus Montemurlo.
Ab 1969 produzierte Gori Maschinen mit Sachs-Motoren, später wurde die Motorpalette von Rotax, Minarelli, Hiro und Moto Morini ergänzt. Die Marke erzielte regionale und internationale Erfolge bei Motocross, Enduro und Bergrennen.
1974/75 gewann Guido Valli auf einer 125-cm³-Rennmaschine von Gori zwei italienische Bergmeistertitel; dafür wurde auch die Sport Valli Replica für Kunden angeboten.
1978 beteiligte sich SWM mit einer Minderheitsbeteiligung. Die Marke wurde in Gori geändert und Rotax-Motoren, verbessert durch SWM-Technik, erbrachten bessere Leistung.
Ende der 1970er-Jahre wurden erste 250‑cm³-Enduromodelle (MR 250, TR 250) vorgestellt; ab 1981 folgte das Jahrzehnt später eine MR-500-Version in geringer Stückzahl.
In den frühen 1980er-Jahren nahm der Absatz ab und etwa 1983 stellte die Marke – zur gleichen Zeit wie SWM – die Motorradproduktion ein.
Politische, wirtschaftliche und strukturelle Probleme führten Anfang der 1980er-Jahre zum Ende der Marke. Der Betrieb wurde circa 1983 geschlossen. Bis dahin waren von Moto Gori 15.000 Motorräder gebaut worden.

## Modelle und Technik
Moto Gori bot ein breites Sortiment an:
- 50-cm³-Cross/Enduro/Trial Maschinen mit Minarelli- und Sachs-Motoren
- 125-cm³-Sachs-Straßenrennmodelle (125 Valli und Sport Valli Replica, 6-Gang, 185 km/h Spitzengeschwindigkeit)
- Enduro/Sport-Maschinen: 175-, 250- und 406-cm³-Rotax-Modelle (MR250, TR250, MR500) nach dem SWM-Einstieg
- Teile von Ceriani, Marzocchi, Akront, Lafranconi u. a.

## Sportliche Erfolge
- Verschiedene Siege bei italienischen Berg- und Cross-Meisterschaften
- Guido Valli: italienischer 125‑cm³-Bergmeister 1974 und 1975 auf Gori
- Silber-Vase bei der International Six Days Enduro (ISDE) 1975/76